# Philatélie

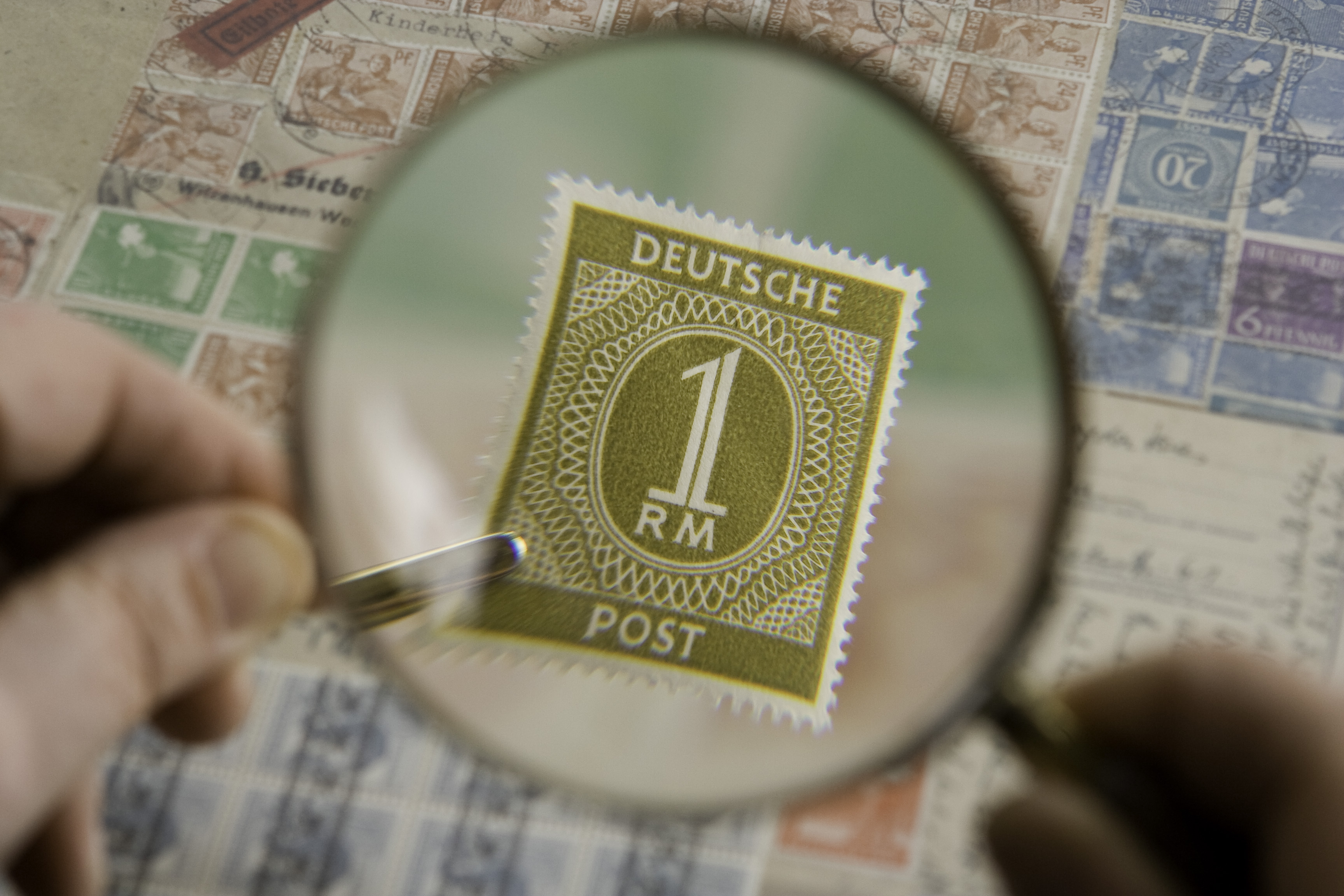
Étude à la loupe d'un timbre de la poste allemande de 1 Reichsmark datant du 12 mai 1946.

La philatélie est l'art de collectionner les timbres postaux et timbres fiscaux, et de les étudier. Les collectionneurs et les amateurs de timbres sont des philatélistes.

## Historique du mot

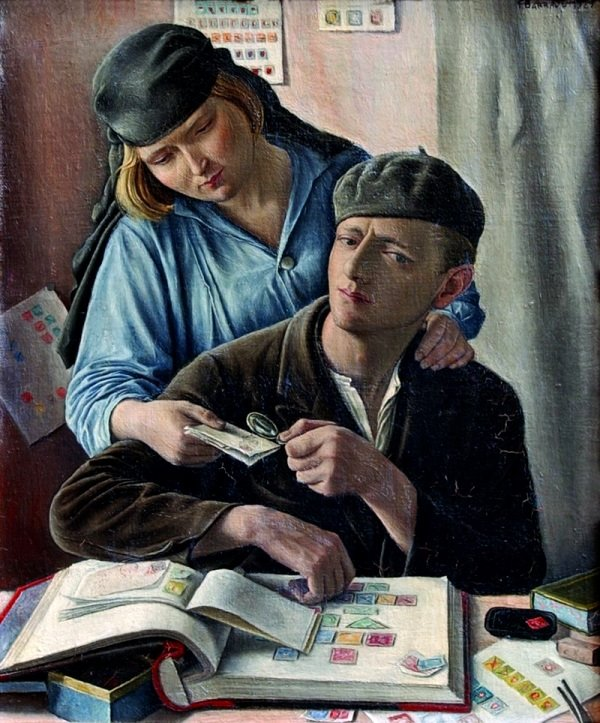
Le Philatéliste, François Barraud (1929).

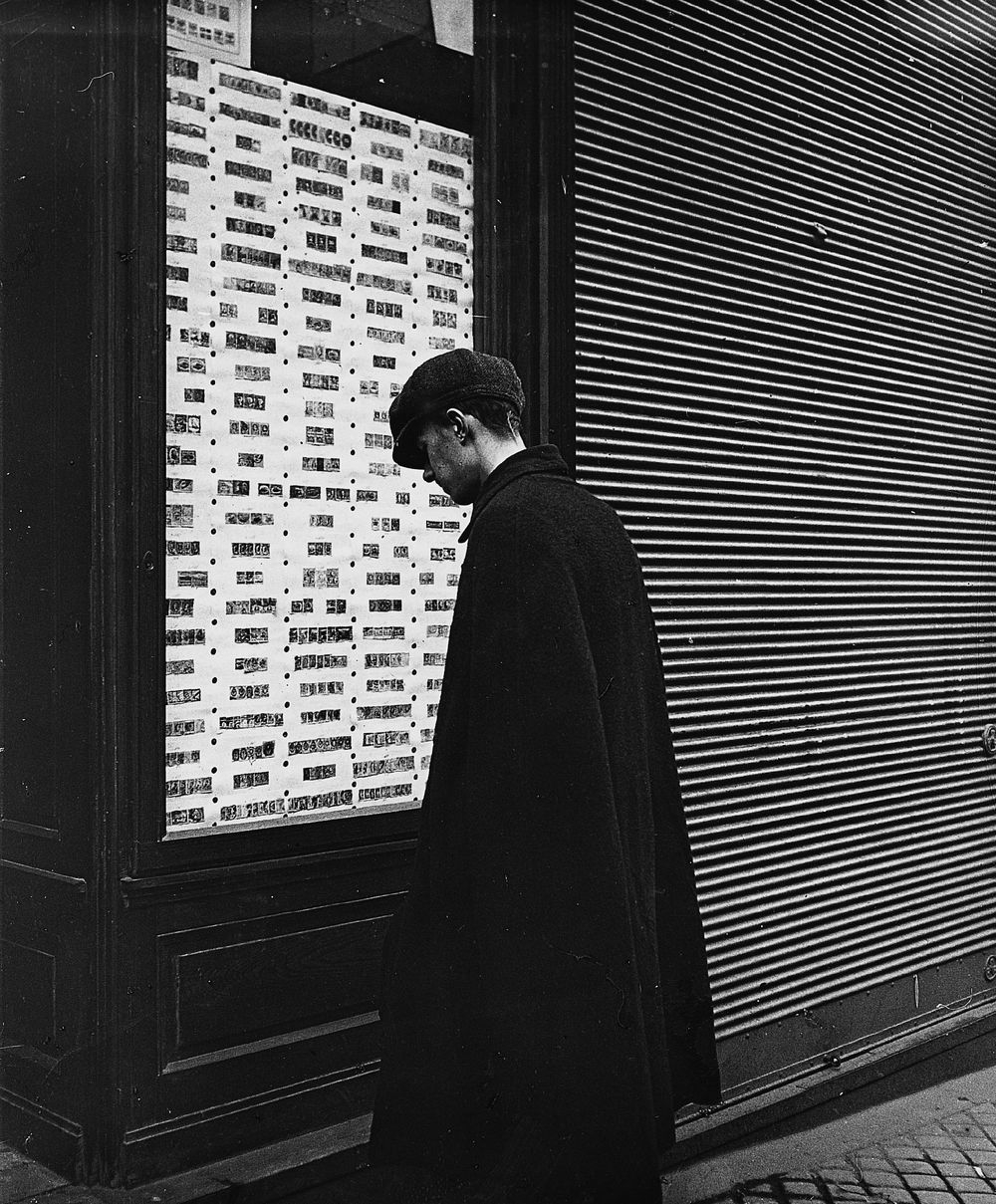
Photographié par Emil Mayer, homme observant des timbres-poste de collection proposés à la vente dans la vitrine d'un négociant spécialisé, à Vienne (Autriche), entre 1905 et 1914.

Jusqu'au début du XXe siècle, la collection de plis, d'enveloppes, d'empreintes postales et de timbres-poste (à partir de 1843) se nomme couramment la « timbrologie ».
Le terme « philatélie » est attribué à Gustave Herpin dans la revue Le Collectionneur de timbres-poste du 15 novembre 1864. Il est créé à partir des mots grecs philos (ami) et ateleia (l'exemption de taxe). En Grèce, c'est le mot telos (taxe) qui est utilisé, notamment dans le titre de la revue Philotélia de Stephanos Macrymichalos. Le mot « timbromanie » est jugé péjoratif par le même Herpin.
Le mot « philatélie » a été préféré à celui de « timbrologie » en raison de sa meilleure adaptation, du fait de ses racines grecques, à un emploi international. "Timbrologie" subsiste cependant encore dans le titre de la plus ancienne des revues philatéliques françaises encore publiée L'Écho de la timbrologie, créé en 1887.

## Natures des collections
Très souvent, un collectionneur se spécialise. Il opte alors pour certains axes de collection :
- Timbres-poste neufs.
- Timbres-poste oblitérés.
- Timbres-poste sur pli ou enveloppe.
- Timbres-taxes, de poste aérienne, pour journaux, préoblitérés, timbres pour colis postaux, etc.
- Enveloppes "premier jour" (appelées aussi "FDC", de l'anglais "First Day Cover"), entiers postaux.
- Variétés (timbres comportant un défaut de fabrication, ou fabrications spéciales ou essais de couleur).
- Timbres erronés (dates, noms, lieux, inversion de clichés, de couleur, etc.).
- Premiers jours d'émission.
- Timbres Cendrillon
- Timbres commémoratifs.
- Timbres-monnaie.
- Timbres personnalisés
- Carnets ou feuilles de timbres, bords de feuilles, timbres accolés à de la publicité…
- Blocs feuillets, épreuves de luxe…
- Carte-maximum (maximaphilie).
- Courriers commémoratifs divers (première liaison aérienne, etc.).
- Par thèmes (voir philatélie thématique).
- Par pays.
- Par époque.
- On parle de philatélie fiscale quand il s'agit de timbres fiscaux.
- On parle de « préphilatélie » pour les documents postaux avant l'apparition du timbre-postal.
- Les oblitérations sur les timbres, ou les marques postales antérieures à l'apparition du timbre font aussi l'objet de collections (marcophilie).
- Astrophilatélie : raconte l'histoire de l'exploration de l'espace avec des timbres et des enveloppes timbrées. C'est l'intersection de l'espace et de l'histoire postale. Les enveloppes oblitérées à la date et dans un bureau de poste proche de l'agence de contrôle sont utilisées dans les expositions postales pour partager le développement et la conquête du cosmos.

## Matériel de présentation
Pour présenter une collection :
- L'album est un ensemble de pages imprimées sur lesquelles sont présentés les timbres collectionnés. Les pages de timbres étaient autrefois séparées par des serpentes destinées à protéger les timbres les uns des autres. Elles ont généralement disparu des albums actuels.
- Les charnières sont de petits supports gommés à double face qui permettent de coller les timbres sur les pages d'album et de pouvoir les retourner pour observer le verso. Elles ont été progressivement délaissées depuis quelques décennies en raison des traces qu'elles laissent au verso des timbres. Elles sont actuellement le plus souvent remplacées par des bandes et pochettes en PVC fin (sans plastifiants acides), la surface arrière (noire ou transparente) est gommée au dos, le timbre est maintenu par un rabat transparent à simple ou double soudure, ainsi il est protégé sans laisser de traces.
- Le classeur est un ouvrage sur les pages duquel sont collées des bandes transparentes sous lesquelles, le collectionneur glisse les timbres. Cet ouvrage sert à classer, conserver les timbres en attendant leur rangement définitif.
- L'exposition. Le collectionneur peut y participer dans le cadre d'une association de philatélistes. Il présente alors une partie de sa collection selon un pays, un thème ou un format de son choix ou imposé pour le concours…

## Matériel de manipulation
Le philatéliste utilise certains instruments :
- Une pince à timbre (ou pincette) à bout recourbé ou droit pour saisir les timbres sans abîmer les dents.
- Une loupe ou un compte-fils pour examiner les détails du timbre et repérer, soit les éventuelles détériorations (dents manquantes, déchirures, amincis…) qui en diminuent ou suppriment la valeur philatélique, soit les variétés (différences d'impression entre les timbres d'une même planche, ou entre les tirages), qui au contraire peuvent en accroître la valeur.
- Un odontomètre pour mesurer la dentelure, c'est-à-dire le nombre de dents aux deux centimètres (sur l'inventeur de cet instrument, cf. Docteur Jacques Legrand).
- Une lampe UV qui permet de détecter les variétés de papier, de fluorescence ou de phosphorescence.
- Un signoscope appareil optique électrique utilisé pour déceler les filigranes, marques se trouvant dans le corps du papier, ou les réparations.
- Un micromètre : appareil de mesure de l'épaisseur du papier.

## Matériel de documentation
L'outil de base est le catalogue de timbres qui recense les timbres émis et en donne les cotes, le plus souvent par pays ou groupes de pays. Les principaux éditeurs en sont : Cérès (France), Dallay (France), Yvert et Tellier (France), Darnell (Canada), Domfil (Espagne), Facit (Suède), Michel (Allemagne), Scott (États-Unis), Stanley Gibbons (Grande-Bretagne), Zumstein (Suisse). Des associations de négociants éditent également des catalogues nationaux, telles que celles de Belgique et l'Association suisse des négociants en philatélie.
Il existe aussi des catalogues spécialisés, notamment en thématique, ou pour les diverses catégories d'oblitérations.
La cote des timbres mises dans les catalogues est un prix indicatif, basé sur sa rareté et sa demande. Elle est différente selon l'état du timbre (neuf, oblitéré, présence ou non de charnière, centrage…). Très souvent, les timbres se négocient à un prix inférieur à cette cote.
La gestion d'une collection peut être facilitée par l'utilisation de logiciels sur CD-Rom ou de sites spécialisés.
Pour approfondir un sujet, divers ouvrages de documentation sur les timbres et la philatélie existent également, les uns généraux, les autres spécialisés sur des sujets plus délimités tels que les carnets de timbres ou les oblitérations.
Les articles des revues philatéliques et les sites internet des associations philatéliques et administrations postales tel que Philinfo pour la France permettent de suivre l'actualité philatélique.

## Lieux où trouver des timbres
Il existe plusieurs façons d'acquérir un timbre :
- le courrier ayant voyagé (en 1900, la France avait déjà traité 1 653 378 000 lettres ou opérations et les États-Unis presque 4 milliards[3]) ;
- les administrations postales et selon les pays dans certains commerces tels que les bureaux de tabac, kiosques à journaux ;
- les marchands de timbres : dans leur négoce, en vente à prix nets ou lors de ventes sur offres (qui disposent souvent d'un magasin et d'un service par correspondance) ;
- les échanges entre amis ou entre adhérents d'une association ;
- les bourses de ventes ou d'échanges ;
- les sites d'achat-vente ou d'échange sur internet, ainsi que les sites des administrations postales ;
- les salons philatéliques, notamment le Salon d'automne Porte de Champerret début novembre et le Salon de printemps (dans une ville de province) ;
- dans le 9e arrondissement de Paris, particulièrement rue Drouot où un grand nombre de boutiques de philatélistes sont présentes.

## Lieux où vendre ses timbres
Il existe plusieurs façons de vendre un timbre :
- les ventes enchères comme Drouot ou encore en brocantes organisées entre particuliers (voir instructions de la loi française)[4].
- les ventes entre amis ou marchands de timbres, avec un prix à négocier.
- les forums sur internet pour établir un échange physique réel ou par courrier postal.
- les boutiques philatéliques ou encore passer par des sociétés de succession pour céder le bien.